# Serval, Aisne
Serval este o comună în departamentul Aisne din nordul Franței. În 2005 avea o populație de 41 de locuitori.